# Scopula benitaria
Scopula benitaria är en fjärilsart som beskrevs av Barnes och Mcdunnough 1913. Scopula benitaria ingår i släktet Scopula och familjen mätare. Inga underarter finns listade.